# Pérdida de balón (baloncesto)

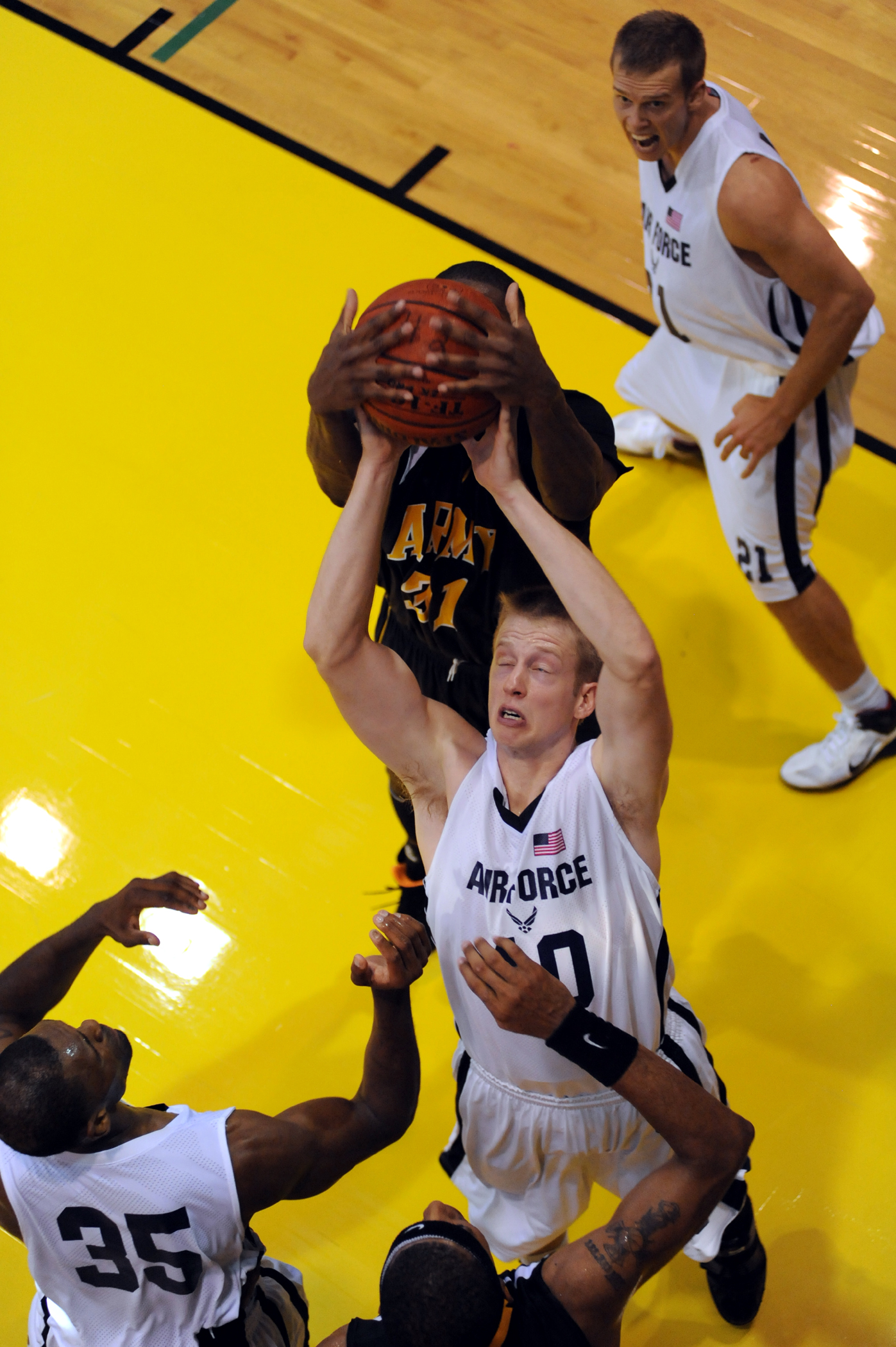
Robo de balón durante un partido de las Armed Forces Basketball Championships en 2010.

En baloncesto, una pérdida de balón se produce cuando un equipo pierde la posesión del balón a favor del equipo contrario antes de que un jugador realice un lanzamiento a canasta. Esto puede ser el resultado de un robo de balón, de errores del jugador como salirse de los límites, de una pantalla ilegal, de dobles, de un pase interceptado, de lanzar el balón fuera de los límites, de una violación de tres segundos, o de cinco segundos, de agotar del reloj de tiro, de un palmeo, una violación de entrada en la cancha o una falta ofensiva. Una falta técnica contra un equipo que está en posesión del balón es un ejemplo claro de pérdida de balón, ya que el adversario recibe un tiro libre además de la posesión del balón.
Las pérdidas de balón se registraron como estadística por primera en la NBA en la temporada 1977–78, mientras que en la ABA fue diez años antes, en la 1967–68.
Dentro de los distintas posiciones en la cancha, los bases suelen registrar más pérdidas de balón que otras posiciones, ya que generalmente suelen dirigir la transición del balón en ataque, realizando más pases, interviniendo más en el juego, por lo que es más probable que acumulen más perdidas que, por ejemplo, los pívot. También, algunas superestrellas promedian más pérdidas que otros compañeros de su equipo, porque suelen tener más tiempo el balón.
Según el periodista deportivo del Boston Globe, Bob Ryan, el concepto de pérdida de balón lo acuñó por primera vez su compañero Jack Barry.

## Récords

### NBA
- El récord de más pérdidas de balón en un encuentro NBA está en 14 y lo comparten  Jason Kidd el 17 de noviembre de 2000 y John Drew el 1 de marzo de 1978.
- El récord de más pérdidas en un encuentro de playoff, lo tiene James Harden, con 13 el 27 de mayo de 2015.[2]
- El récord de más pérdidas a lo largo de su carrera está en posesión de LeBron James, que superó las 4.524 de Karl Malone.
- LeBron también posee el récord de más pérdidas en la historia de los playoffs y de las Finales de la NBA.

### WNBA
En la WNBA se registran las pérdidas desde su temporada inaugural, en 1997. 
- El récord de más pérdidas de balón en un partido está en posesión de Kristi Toliver, con 14 el 29 de mayo de 2012.
- El récord de más pérdidas de balón en una temporada es para Ticha Penicheiro, con 135 en 1999.[3]
- El récord de más pérdidas a lo largo de su carrera lo posee Becky Hammon, con 1224 desde 1999 a 2014.[4]